# Копальня Міндаріє
Копальня Міндаріє — гірничодобувне підприємство на півдні Австралії.
Восени 2007-го компанія Australian Zircon NL почала запуск копальні в експлуатацію. За проєктом Міндаріє мала забезпечувати 50 тисяч тонн циркону, 110 тисяч тонн ільменіту, 12 тисяч тонн рутилу та 9 тисяч тонн лейкоксену на рік, втім, виведення на проєктний режим відбувалось дуже мляво і за другу половину 2008-го продажі становили тільки 5,2 тисячі тонн циркону, а у вересні 2009-го роботи взагалі припинились через фінансові проблеми власника.
У 2011-му для дальшої розробки створили компанію Murray Zircon Pty Ltd — спільне підприємство китайської Guangdong Orient Zirconic Ind Sci and Tech Co Limited та Australian Zircon NL. Роботи на Міндаріє відновили у 2012-му. Технологія розробки передбачала вилучення багатих на важкі мінерали пісків із приповерхневих шарів з перекачування їх у вигляді пульпи на належну до копальні збагачувальну фабрику, яка продукувала концентрат зі вмістом важких мінералів 80—90 %. Проєктна потужність копальні становила 500 тонн породи на годину (3,8 млн тонн на рік), що давало змогу випускати до 12 тисяч тонн важких мінералів на місяць (можливо відзначити, що в середньому руда містила 21,2 % циркону та 76 % мінералів титану). Концентрат транспортували автопоїздами до розташованого за дві сотні кілометрів порту Аделаїда з наступним експортом до Китаю в контейнерах.
Запаси проєкту становили 58 млн тонн пісків (крім того, ресурси категорій виміряні та показані оцінили у 239 млн тонн), проте на тлі несприятливої економічної ситуації в 2015 році копальня знову зупинилась.
У 2023-му роботи відновили, при цьому в розробку ввели поклад Меркунда (проєкт Міндаріє охоплює розташовані в зоні шириною 10 км та довжиною близько 50 км численні вузькі та протяжні поклади, що формувались колись уздовж річкових каналів та стародавнього узбережжя). Цього разу потужність збагачувальної фабрики визначили у 750 тонн породи на годину.